# Clo
El clo és una unitat de mesura emprada per a l'índex d'indument, que procedeix de l'anglès cloth, vestimenta.
La unitat es defineix com l'aïllament tèrmic que proporciona la indumentària normal d'un home. Es determina entre zero (0) clo que és la falta total d'aïllament, és a dir, la nuesa i un (1) clo que és l'indumento normal d'un home (quan es va definir), és a dir, vestit amb jaqueta de cotó, camisa de cotó, roba interior normal, també de cotó, mitjons i sabates. Una indumentària molt abrigada per a un home occidental (amb roba de llana, barret, abric, bufanda, etc.) té un valor entre 3 i 4 clo.
La unitat equival a un aïllament tèrmic de: 
1 clo = 0,155 m²;×K/W (metre quadrat i kelvin per watt)